# Людмил Павлов
Людмил Павлов е български журналист и юрист.

## Биография
Людмил Павлов е роден през в семейството на учителката Здравка Матеева Павлова и чертожник-констуктора от БДЖ Петър Кръстев Павлов. Учи в началното училище „Трайко Китанчев“ и „Трета Мъжка Гимназия“ в София. През 1943 г. завършва право в Софийският университет.
Людмил Павлов започва работата си във вестник „Труд“ през 1952 г. Павлов е написал множество статии по повод обществените проблеми в България през времето на социализма и демокрацията. Автор е и е съавтор на 22 книги по трудово право. Отговаря подробно и изчерпателно на въпроси зададени от читатели и е имал активна гражданска позиция. „Людмето“ (както го наричаха колегите му) е автор на фразата: „Всеки с проблемите си в тази държава, а ние с мъките на цял народ.“.
Избран е за председател на Съюза на издателите в България (СИБ) през 2011 г. През 2012 г. е преизбран, а по-късно същата година Павлов се оттегля от председателския пост в СИБ.
Умира на 8 януари 2014 г. в гр. София. 